# اولکساندر زاخاروک
اولکساندر زاخاروک (اوکراینی: Олександр Захарук؛ زادهٔ ۲۵ اوت ۱۹۷۶) کشتی‌گیر سابق اهل اوکراین در دسته‌های ۵۴ و ۵۵ کیلوگرم کشتی فرنگی است. برنده سه مدال برنز مسابقات قهرمانی کشتی جهان (۱۹۹۹، ۲۰۰۲، ۲۰۰۳) و نیز پنج مدال طلای مسابقات قهرمانی کشتی اروپا (۱۹۹۷–۲۰۰۰، ۲۰۰۶) است.
زاخاروک در المپیک ۲۰۰۰ سیدنی رقابت کرد که در ابتدا لئونید چچونف روسیه‌ای را ۳–۰ و سپس ایوان زنوف بلغارستانی را با امتیاز عالی ۱۰–۰ شکست داد اما در نیمه‌نهایی با نتیجهٔ ۸–۴ از سمی هنسون آمریکایی باخت. او در دیدار آخر هم ۸–۱ مائولن مامیروف قزاقستانی را برد و به مقام پنجم رسید.